# Samsŏk-guyŏk
Samsŏk-guyŏk ist einer der 18 Stadtbezirke Pjöngjangs, der Hauptstadt Nordkoreas. Er grenzt im Norden an P’yŏngsŏng, im Süden an den Taedong-gang und den Bezirk Sŭngho-guyŏk am gegenüberliegenden Ufer und im Westen an die Bezirke Taesŏng-guyŏk, Ryongsŏng-guyŏk und Ŭnjŏng-guyŏk.
Samsŏk-guyŏk wurde im September 1959 als Stadtbezirk eingerichtet.

## Nationalschätze
Im Ortsteil Honam-ri befindet sich das Grab der Vier Gottheiten, der Nationalschatz Nordkoreas mit der Nummer 26.

## Naturdenkmale
Die Weichschildkröten im Ortsteil Honam-ri sind auf Platz 24 der Naturdenkmale Nordkoreas aufgeführt.

## Verwaltungsgliederung
Samsŏk-guyŏk ist in zehn Verwaltungseinheiten eingeteilt.
|                 | Chosŏn'gŭl | Hancha   |
| --------------- | ---------- | -------- |
| Changsuwon-dong | 장수원동   | 長水院洞 |
| Honam-ri        | 호남리     | 湖南里   |
| Kwangdok-ri     | 광덕리     | 廣德里   |
| Munyong-dong    | 문영동     | 文榮洞   |
| Samsok-ri       | 삼석리     | 三石里   |
| Samsong-ri      | 삼성리     | 三成里   |
| Songmun-dong    | 성문동     | 聖文洞   |
| Todok-ri        | 도덕리     | 道德里   |
| Wonhung-ri      | 원흥리     | 円興里   |
| Wonsin-ri       | 원신리     | 元新里   |